# Mickey Spillane

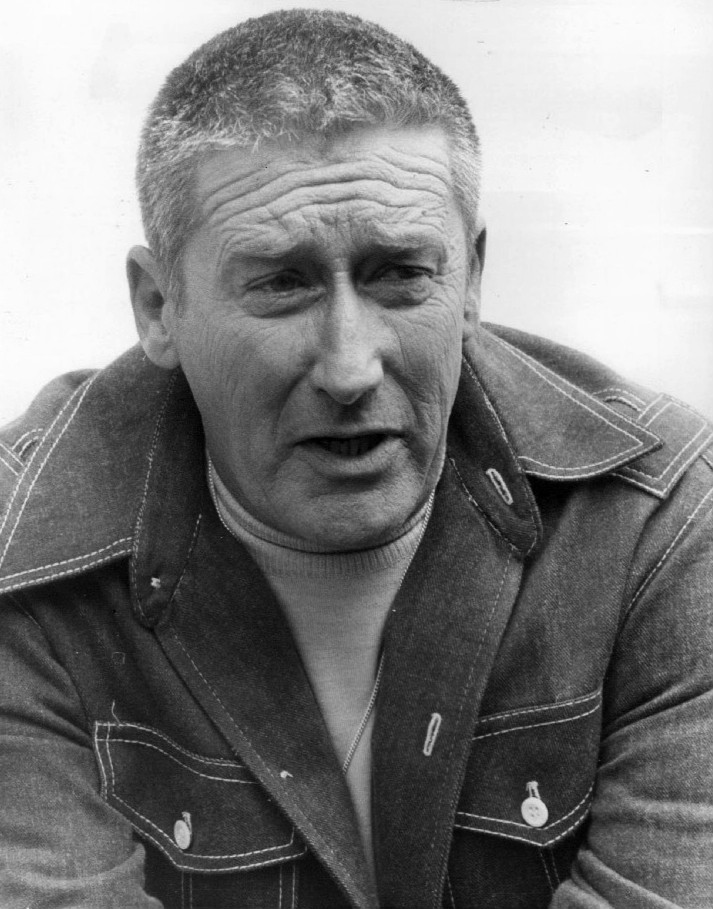
Mickey Spillane în 1973

Frank Morrison Spillane (n. 9 martie 1918, New York City, New York, SUA – d. 17 iulie 2006, Murrells Inlet⁠(d), Comitatul Horry, Carolina de Sud, SUA), mai bine cunoscut sub numele de Mickey Spillane, a fost un autor american de romane polițiste și de mister, majoritatea sub semnătura detectivului fictiv din operele sale, Mike Hammer. Mai mult de 225 de milioane de copii ale cărților sale s-au vândut pe plan internațional. În 1980 Spillane avea șapte cărți în topul celor mai bune 15 cărți de ficțiune din toate timpurile care au fost vândute în SUA.
Spillane a pretins că scrie doar pentru bani și a insultat gusturile literare prin elementele recurente de sadism.

## Lucrări publicate

### Toate romanele
- 1947 I, the Jury - Mike Hammer
- 1950 My Gun Is Quick - Mike Hammer
- 1950 Vengeance Is Mine! - Mike Hammer
- 1951 One Lonely Night - Mike Hammer
- 1951 The Big Kill - Mike Hammer
- 1951 The Long Wait
- 1952 Kiss Me, Deadly - Mike Hammer
- 1961 The Deep
- 1962 The Girl Hunters - Mike Hammer
- 1963 Me, Hood
- 1964 Day of the Guns - Tiger Mann
- 1964 The Snake - Mike Hammer
- 1964 Return of the Hood
- 1964 The Flier
- 1965 Bloody Sunrise - Tiger Mann
- 1965 The Death Dealers - Tiger Mann
- 1965 Killer Mine
- 1966 The By-Pass Control - Tiger Mann
- 1966 The Twisted Thing - Mike Hammer
- 1967 The Body Lovers - Mike Hammer
- 1967 The Delta Factor
- 1970 Survival Zero - Mike Hammer
- 1972 The Erection Set - roman Dogeron Kelly
- 1973 The Last Cop Out - scris la persoana a III-a
- 1979 The Day The Sea Rolled Back - pentru tineri adulți
- 1982 The Ship That Never Was - pentru tineri adulți
- 1989 The Killing Man - Mike Hammer
- 1996 Black Alley - Mike Hammer
- 2003 Something Down There - prezintă spionul semi-pensionat Mako Hooker
- 2007 Dead Street - completat de Max Allan Collins[15]
- 2008 The Goliath Bone - Mike Hammer; completat de Max Allan Collins
- 2010 The Big Bang - Mike Hammer; completat de Max Allan Collins
- 2011 Kiss Her Goodbye - Mike Hammer; completat de Max Allan Collins
- 2012 Lady, Go Die! - Mike Hammer; completat de Max Allan Collins
- 2013 Complex 90 - Mike Hammer; completat de Max Allan Collins
- 2014 King of the Weeds - Mike Hammer; completat de Max Allan Collins